# Hermanos Vázquez (mueblería mexicana)
Hermanos Vázquez fue una compañía de mueblerías mexicana, fundada en el año 1950, por Venancio Vázquez junto a su esposa y sus 6 hijos, los hermanos Vázquez. De ahí proviene el nombre de la empresa. Inauguraron su primera sucursal en la colonia Buenavista,Cuauhtémoc, Ciudad de México. 
Aperturaron su primera tienda en la colonia Buenavista en 1950 como sede principal de la compañía, contando con 12m2, para posterior abrir más de 50 sucursales en centro y república mexicana. En los últimos años, esta ubicación todavía se encuentra en el completo abandono, a pesar de que mantiene el logotipo de la empresa en la fachada de dicha tienda.

## Historia y origen
La historia de esta compañía mueblera surge en la Ciudad de México en 1950 cuando el señor Venancio Vázquez junto con su esposa y 6 hijos llegaron a México, provenientea de la ciudad de Galicia, España, en la Ciudad de México, Venancio era un fabricante de muebles artesanal, pero debido a una grave enfermedad de su esposa, su especialista le recomendó mudarse a un lugar cálido. Por lo que Vázquez y su esposa se mudaron al estado de Veracruz.  
En 1955, Venancio dejó la empresa de muebles Vázquez a sus 6 hijos, Aurelio, Sara, Apolinar, Mario, Olegario y Abel Vázquez Raña, los cuales fueron herederos de dicho negocio. En 1956 los hermanos abrieron su primera sucursal, fundándola como «Almacenes Vázquez» para posteriormente llamarla de forma oficial Hermanos Vázquez.
Para 1958 la tienda Vázquez remodela su ubicación principal, ofreciendo el pago a crédito y al contado, lo que caracterizaba a esta empresa que comenzó a operar con el nombre de Almacenes Vázquez. En la década de 1960 comenzó a consolidarse bajo el nombre de Hermanos Vázquez. A inicios de la década de 1970, abrió su segunda sucursal ubicada en Copilco sobre Avenida Universidad, siendo la segunda ubicación de la cadena. En 1985 abrieron su tercera sucursal en Cuemanco, la cual era la sucursal más grande con más de 75m2, que a la vez era la tienda y Bodega de Vázquez.
En 1990 contaban con más de 10 sucursales sobre la Ciudad de México y Estado de México, en zonas como Interlomas, Universidad y Cuemanco. En el estado mexiquense contaba con sucursales en zonas como Arboledas en Tlalnepantla, Centro Urbano Cuautitlán Izcalli y Plaza Aragón en Ecatepec, en Ciudad de México una ubicación en Ermita Iztapalapa, también aperturaron sucursales en los estados como Puebla y Querétaro.  
En 2014 tuvo una alianza comercial con la compañía Muebles Rosend. En las sucursales de dicha compañía también ofrecía muebles de Hermanos Vázquez.

## Desaparición
A principios de 2014 comienza a desaparecer, al no lanzar ningún anuncio publicitario en ningún medio de comunicación (radio y televisión), como lo hacía años anteriores, la mayoría de sus sucursales quedaron en el abandono, dejando sólo el famoso logo azul en forma de etiqueta.  
Sus sucursales principales de la Ciudad de México, Cuemanco y Universidad quedaron completamente abandonadas, la sucursal de Cuemanco se convirtió en un centro comercial llamado Pabellón Cuemanco, mientras la sucursal de Universidad seguía abandonada, durante más de 2 años, funcionaría para futuro plan de convertirse en la sede principal del canal Imagen Televisión, la tercera cadena de televisión de México. En un principio los habitantes de la zona impidieron que se instalara la señal de Grupo Imagen, alegando la contaminación ambiental, debido a la construcción del helipuerto en las antiguas instalaciones, dicha zona está ubicada sobre la reserva ecológica de la UNAM, el jardín botánico y los viveros de Coyoacán cerca de Ciudad Universitaria CDMX.

## Popularidad
Desde finales de la década de 1960 Hermanos Vázquez realizó campañas publicitarias en la televisión mexicana. Sus primeros voceros en comerciales televisivos eran los locutores León Michel y Jorge Labardini quienes promocionaban ofertas y productos con la música de «Jinetes en el cielo», la cual fue su tema de identificación durante toda su existencia. La compañía mueblera saltó a la fama cuando algunos otros artistas de la televisión mexicana salieron en sus comerciales como  Manuel "Loco" Valdés, Xavier López "Chabelo", Fernando Luján, Alfredo Adame, así como los conductores Eduardo Videgaray, José Ramón San Cristóbal "el Estaca" y Juan José Origel, entre muchos otros. Algunos de estos artistas anunciaron la apertura de la sucursal de Cuemanco. Durante su existencia utilizaron el eslogan Más estilo, menos precio y las promociones de descuento Agosto al costo y Marzo de remate.   
También la mueblería fue anunciada en el programa de televisión En Familia Con Chabelo,  otorgándole aún más popularidad tanto a la empresa mueblera como al programa de televisión, en las llamadas «cataxifias», antes de desaparición, sale del segmento del programa, debido a cambio de patrocinador. En 2012 se lanzó su último comercial con Eduardo Videgaray, grabado desde la sucursal de Universidad.